# Charles Baker Adams
Pour les articles homonymes, voir Charles Adams (homonymie), Baker et Adams.
Charles Baker Adams (11 janvier 1814 – 19 janvier 1853) est un géologue et un naturaliste américain.

## Biographie
Il est né à Dorchester, Massachusetts en 1814, fils de Charles-J. Adams. Il est diplômé de Amherst College en 1834, après avoir commencé ses études à l'Université de Yale à Amherst, et devient assistant à Edward Hitchcock dans la commission Géologique de New York en 1836. En 1837, il devient professeur et maître de conférences en géologie à l'Amherst College. Il devient professeur de chimie et d'histoire naturelle au Middlebury College en 1838, y restant jusqu'en 1847.
Il sert en tant que premier géologue de l’État du Vermont de 1845 à 1848. En 1847, il quitte Middlebury pour devenir professeur d'astronomie, de zoologie, et d'histoire naturelle au collège d'Amherst, un poste qu'il conserve jusqu'à sa mort en 1853, âgé de 39 ans. Il visite les Antilles à plusieurs reprises et écrit sur la Conchyliologie. Il est élu membre de l'Académie américaine des arts et des sciences en 1849.

## Travaux
Avec l'aide de Alonzo Gray de Brooklyn, à New York, il publie un ouvrage de vulgarisation sur la géologie.
Il est l'auteur de onze numéros de Contributions to Conchology, des monographies sur Stoastoma et Vitrinella, et un Catalogue des Coquilles Recueillies à Panama (New York, 1852).
- Adams B. C. (1852). Catalogue des coquilles recueillies au Panama, avec des notes sur leur synonymie, de la gare, et de la répartition géographique. New York, R. Craighead, imprimante. 334 pp.
- Gray A. & Adams B. C. (1860). Éléments de géologie. New York, Harper. 554 pp.